# 臺灣裔美國人列表
臺灣裔美國人列表包括具有美国公民身份的原始第一代移民及其後裔。此列表的人須有編列入維基條目，或者有可靠的資料來源證明其是知名的臺灣裔美國人。
新加坡歷任總理均具華裔血統、泰國有前總理具華裔血統、菲律賓有前總統具華裔血統、印尼有前總統具華裔血統，如果這些人移民美國並生下小孩，美國人會稱這些人及其小孩為新加坡裔美國人、泰國裔美國人、菲律賓裔美國人、印尼裔美国人，而非華裔美國人，所以血統並非唯一的分類依據。如同古巴裔美國人有以西班牙裔為主的歐洲裔、有非洲裔、也有猶太裔，但因為都來自古巴而被稱為古巴裔美國人。
有些人雖出生於中國大陸或籍貫為中國大陸，但到台灣的時間可能是1945年至1950年。她/他們在台灣的時間很可能比在中國大陸的時間更多，跟台灣的聯繫與記憶比中國大陸更深。這些人到美國時的身分是來自台灣的中華民國國民。在美國政府眼中，1949年後，來自台灣跟來自中國大陸是不同的，中華民國國民跟中華人民共和國國民是不同的。根據屬人主義的《中華民國國籍法》，這些人在美國出生的小孩也是中華民國國民，出生時具有雙重國籍。出現在美國時的國籍是判斷分類時更重要的依據。因此，儘管在語言和文化上俱屬於廣義的華人，但「台灣裔美國人」這一名詞，在國際上對「中國」認知為中華人民共和國而非中華民國、以及兩岸彼此對抗的情況下，成了帶有政治色彩的名詞，並被部分意圖強烈與中國大陸區隔的台灣人認為客觀合理的分類或稱呼（本人或父母抵美時來自何處與赴美或出生時之法律身分）。生於中國大陸、香港、長於台灣，而自認或被視為台灣人的不乏其人，這與個人的認同是兩回事。
時任美国参议院外交委員會主席的克萊伯恩·佩爾與其後曾任眾議院外交委員會主席的霍華德·伯曼等兩黨議員鍥而不捨地克服各種困難，先後歷經約三年時間推動，終於在1994年10月25日經比爾·柯林頓總統簽署，成爲美國公共法104-415號（Public Law 104-415），台裔美國人的護照及所有證件的出生地皆得以由China正名為Taiwan。

## 名單

### 文藝與設計
- 郭雪湖：畫家，1927年臺灣美術展覽會著名的「台展三少年」之一[2]
- 馬蘭·布萊頓：服裝設計師
- 陳怡樺：時尚編輯，Instagram時尚創意總監
- 賈雯蘭（英语：Wenlan Chia）：服裝設計師
- 江道格：服裝設計師
- 韓湘甯：畫家
- 詹姆斯·簡：畫家
- 高嘉旎：服裝設計師
- 蔡宇：攝影師，《超級名模生死鬥》創意總監
- 王大仁：服裝設計師
- 吳季剛：服裝設計師
- Luly Yang：服裝設計師

### 商業
- 張法俊：新蛋創始人[3]
- 張忠謀：全球知名半導體企業家，台灣積體電路公司創辦人、前董事長，工業技術研究院院士
- 張善良：紐約酒店開發商
- 張宗瑋（英语：Wayne Chang）：Crashlytics創始人、企業家、天使投資者、電影監製、慈善家
- 阿爾伯特·趙（Albert Chao）：Westlake公司（英语：Westlake Corporation）聯合創始人暨執行長[4]
- 趙宇天：阿特維斯（英语：Actavis）執行長
- 陳怡樺：趨勢科技聯合創始人暨執行長
- 陳丕宏：美商宏道資訊（英语：Broadvision）創始人
- 陳世卿：北京科為民康信息科技、信息超級網格科技創始人暨執行長
- 陳士駿：YouTube聯合創始人
- 陳文琦：威盛電子董事長暨執行長，宏達電聯合創始人王雪紅的丈夫
- 阿爾伯特·鄭（英语：Albert Cheng (executive)）：亞馬遜工作室運營長
- 程正昌：熊貓餐飲集團創始人暨董事長[5]
- 邱澤堃（英语：Ben Chiu）：被CNET收購的KillerApp.com創始人
- 周慧泉（Judy H. Chou）：全心醫藥生技執行長[6]
- 周郁凱（英语：Yu-kai Chou）：遊戲化專家、企業家，Octalysi開發者[7]
- 朱欽騏：諾帝卡創始人[8]
- 朱家良：優派創始人[9]
- 約翰·莊（英语：John Chuang (American businessman)）：Aquent聯合創始人暨執行長[10]
- 何翔：FiveStars聯合創始人暨執行長
- 謝家華：線上成衣與鞋子商Zappos執行長
- 徐旭明（英语：Jameson Hsu）：Mochi Media聯合創始人暨執行長
- 黃仁勳：NVIDIA聯合創始人暨執行長
- 黃德慈：Synnex創始人
- 高民環：台灣國際航電聯合創始人
- 李開復：谷歌中國董事長
- 梁見後：美超微電腦聯合創始人
- 阿爾弗雷德·林（英语：Alfred Lin）：紅杉資本風險投資家
- 林暐：好萊塢電影製片人，華納兄弟電影公司前高級副總裁
- 林奕汎：Folks創始人暨執行長
- 劉明灝（Ming-Hao Liu）：華盛頓國際集團（英语：Washington Group International華盛頓集團）工程師，哈德遜-卑爾根輕軌規劃案及布魯克林-皇后區快速道路（英语：Interstate 278）興建案參與者、李文斯頓（英语：Livingston, New Jersey）中文學校校長、九一一襲擊事件罹難者[11]
- 孟懷縈：高通創銳訊聯合創始人
- 鮑康如：律師、Reddit前執行長
- 彭日成：被指控實施龐氏騙局的私募基金經理
- 蘇姿丰：超微半導體董事長暨執行長
- 孫大衛：金士頓科技聯合創始人
- 曹英偉：Linksys聯合創始人
- 葛瑞格·曾（英语：Greg Tseng）：Tagged（英语：Tagged (website)）聯合創始人暨執行長
- 許子祥：英國在線食品外送公司“戶戶送”聯合創始人暨執行長
- 杜紀川：金士頓科技聯合創始人
- 左霆：祖睿（英语：Zuora）聯合創始人暨執行長[12]
- 王蔚：Vizio聯合創始人暨執行長
- 吳健：Linksys聯合創始人
- 楊致遠：雅虎創始人
- 葉炳輝：矽谷儲存科技、Greenliant Systems創始人

### 娛樂
- 利蘭·鮑登（英语：Lilan Bowden）：女演員
- 張韻明：女演員
- 路易斯·小澤·張簡：男演員
- 陳駿霖：電影導演、編劇
- 陳琦燁：男演員
- 陳凌：女演員
- 陳鈺杰：電影導演、編劇
- 姜晉安：女演員、作家
- 提姆·邱（英语：Tim Chiou）：男演員
- 朱浩偉：電影導演、編劇
- 羅傑·范（英语：Roger Fan）：男演員
- 傅大誠（Ted Fu）：王夫制作創始成員
- 何潤東：男演員
- 謝怡芬（Janet）：模特兒、電視節目主持人
- 許瑋倫（Stephanie Hsu）：女演員（和台灣女演員許瑋倫並非同一人）
- 胡宇威：男演員
- 黃頤銘：廚師、電視節目主持人
- 蒂娜·黃（英语：Tina Huang）：女演員
- 伊萊恩·高（英语：Elaine Kao）：女演員
- 葛曉潔：女演員
- 楊雅慧：女演員
- 卡特麗娜·洛（英语：Katrina Law）：女演員
- 李安：電影導演
- 喬治婭·李（英语：Georgia Lee (director)）：電影導演、編劇
- 艾琳·李（英语：Erin Li）：電影導演、編劇
- 詹姆斯·博之·廖：男演員
- 安妮·林（英语：Annie Lin）：女演員、律師
- 林暐：電影、電視製片人
- 林詣彬：電影導演
- 林熙蕾：女演員、模特兒
- 林奕帆（英语：Stephanie Lin）：電視記者、選美皇后
- 戴安娜·劉（英语：Dyana Liu）：女演員
- 劉玉玲：女演員
- 殷悅（Melody）：女演員、歌手
- 安志杰：男演員
- 潘貝思（英语：Bertha Bay-Sa Pan）：電影導演、編劇、製片人
- 潘瑋柏：男歌手、演員、電視節目主持人
- 伊凡·蕭（英语：Ivan Shaw）：男演員
- 許芳宜：舞蹈家
- 柯比·戴（英语：Kobe Tai）：前色情女演員
- 謝韜（英语：Timothy Tau）：作家、電影導演、編劇
- 刁毓能：男演員、製片人
- 蔡丞恩（英语：Albert Tsai）：男演員
- 范立美（英语：Jessika Van）：女演員、歌手
- 班傑：模特兒、演員
- 王以瞻：男演員
- 王力宏：男歌手、演員
- 吳安雅：女演員、歌手
- 吳恬敏：女演員
- 吳凱文（KevJumba）：YouTuber
- 吳紹綱（英语：Raymond Wu）：職業撲克牌手
- 吳建豪：男演員、歌手
- 楊維榕：電影導演、編劇、製片人
- 楊升德：男演員
- 珍妮·楊（英语：Jenny Yang (comedian)）：喜劇演員
- 楊呈偉（英语：Welly Yang）：男演員、編劇、歌手
- 游朝敏：男演員
- 妮妃雅：變裝皇后，《魯保羅變裝皇后秀》第16季（英语：RuPaul's Drag Race (season 16)）冠軍

### 媒体
- 張秀春：新聞記者、主播，彭博科技（英语：Bloomberg Technolog）節目主持人
- 張純如：新聞記者，《南京暴行：被遺忘的大屠殺》和其他中國歷史書籍的作者
- 傑夫·張（英语：Jeff Chang (journalist)）：新聞記者、嘻哈歷史學家
- 勞拉·張（英语：Laura Chang）：新聞記者，《紐約時報》科學編輯
- 克莉絲汀·陳（英语：Christine Chen）：新聞記者、主播
- 宗毓華：新聞記者、主播，美國主流電視網晚間新聞主播位置的第一位亞裔美國人和第二位女性
- 侯佩岑：前新聞及時尚主播，現為台灣娛樂主播
- 凌志美：新聞記者、主播
- 凌志慧：新聞記者、主播
- 劉宜良（江良）：作家、新聞記者
- 魯可蒂：CNN國際臺記者、新聞主播
- 楊致和：作家、新聞記者，男演員楊升德的父親
- 趙克露：新聞記者、主播，曾任美国国际媒体署代理首席执行官

### 文學
- 張嵐（英语：Lan Samantha Chang）：小說家，愛荷華作家工作室主任
- 姜峯楠：小說家，《你一生的故事》作者
- 珍妮佛·周（英语：Jennifer Chow (novelist)）：小說家
- 凡妮莎·華（英语：Vanessa Hua）：新聞記者、作家
- 黃頤銘：作家，《初來乍到：回憶錄（英语：Fresh Off the Boat: A Memoir）》作者
- 林景南：小說家
- 法蘭西·林（英语：Francie Lin）：小說家
- 林佩思（英语：Grace Lin）：童書作者、插畫家
- 林韜：小說家
- 劉柏川：作家，比爾·柯林頓的演講撰稿人
- 劉宜良（江良）：作家、新聞記者
- 謝韜（英语：Timothy Tau）：小說家
- 楊小娜（英语：Shawna Yang Ryan）：小說家
- 汪蔚君（英语：Esmé Weijun Wang）：作家
- 茱莉·伍（英语：Julie Wu）：小說家
- 游朝凱：小說家

### 音樂
- 陳以桐：歌手[13]
- 陳慕融（英语：Robert Chen）：小提琴家，芝加哥交響樂團樂團首席
- 陈怡君（薇琪）：女子團體蜜雪薇琪成員
- 周立銘：臺灣嘻哈團體Machi成員
- 高以愛：歌手
- 何潤東：歌手
- 許慧欣：歌手
- 許嘉凌：歌手
- 黃立成：歌手，臺灣嘻哈團體Machi成員
- 黃立行：歌手，臺灣嘻哈團體Machi成員
- 葛仲珊（Miss Ko）：創作歌手、饒舌歌手
- 蓋瑞·郭（英语：Gary Kuo）：小提琴家、作曲家
- 李志純（英语：Chihchun Chi-sun Lee）：作曲家
- 林昭亮：小提琴家
- 林以信：小提琴家，茱莉亞弦樂四重奏團首席小提琴手
- 林品任：小提琴家
- 劉逸雲：歌手、饒舌歌手，韓國女團f(x)成員
- 羅百吉：創作歌手
- 馬蒔權（艾倫）：饒舌歌手，韓國男團CRAVITY成員
- 倪安東：歌手
- 潘瑋柏：歌手
- 范瑋琪：歌手
- 陶喆：創作歌手
- 史逸欣：鋼琴家、創作歌手
- 段宜恩：饒舌歌手，韓國男團GOT7成員
- 梁心頤：吉他手，前臺灣團體南拳媽媽成員
- 王大文：創作歌手
- 王若琳：創作歌手
- 王力宏：創作歌手
- 吳建豪：歌手，前台灣男團F4成員
- 嚴倩君（英语：Sophia Yan）：鋼琴家
- 袁詠琳：創作歌手
- 查理·尹（Giraffage）：音樂製作人
- 章立衡：歌手

### 政治與法律
- 張玲齡：前加利福尼亞州聯邦參議員
- 張文彬：前加利福尼亞州戴蒙德巴市長
- 趙小蘭：前美國運輸部長、美國勞工部長、美國運輸部副部長，美國史上首位及唯一臺灣出生之內閣部長
- 陳筱玲（英语：Angie Chen Button）：現任德克薩斯州聯邦眾議員
- 陳仁宜：羅姆尼-萊恩2012年美國總統選舉政策主任及首席政策顧問，胡佛研究所研究員
- 陳李琬若：前加利福尼亞州蒙特利公園市市長，美國首位華裔女市長
- 陳中和：現任美國聯邦巡迴區上訴法院聯邦法官
- 江俊輝：前加州財政部長、審計長
- 邱信福（英语：David Chiu (politician)）：前加利福尼亞州聯邦眾議員
- 李慶安：曾參選中華民國立法委員並當選，於任內遭調查出具有美國籍，違反中華民國法律規定，其當選無效，為臺灣史上首例
- 瑪麗·安妮·弗蘭克斯（英语：Mary Anne Franks）：網絡民權倡議（英语：Cyber Civil Rights Initiative）主席、民權與技術交叉問題專家
- 何志偉：現任中華民國立法委員
- 何俊宇：現任美國聯邦第五巡迴上訴法院法官
- 薛信夫：前紐澤西州西溫莎市（英语：West Windsor, New Jersey）市長，美國東岸首任華裔市長[14]
- 任築山：前美國農業部全國教育研究暨經濟事務副部長
- 劉雲平：現任加利福尼亞州聯邦眾議員
- 劉弘威：現任加利福尼亞州最高法院法官，前柏克萊加州大學法學院副院長
- 劉醇逸：現任紐約州聯邦參議員
- 盧沛寧：前美國勞工部副部長
- 孟昭文：現任紐約州聯邦眾議員
- 孟廣瑞：前紐約州聯邦眾議員，孟昭文的父親
- 牛毓琳（英语：Yuh-Line Niou）：現任紐約州聯邦眾議員
- 徐若冰：現任美國國防部國防研究與工程次長（英语：Under Secretary of Defense for Research and Engineering）
- 戴琪：現任美國貿易代表
- 湯凱蒂（英语：Katy Tang）：前舊金山參事委員
- 董繼玲：前美國商務部「少數族裔商業發展署」副署長，現任全國少數族裔企業諮詢委員會委員
- 吳旭淳（Benjamin H. Wu）：前美国商务部全國科技政策事務副次長[15]
- 吳振偉：前俄勒岡州聯邦眾議員，美國史上首位臺灣出生國會議員
- 吳怡農：中華民國民主進步黨前臺北市黨部主任委員（出生至2014年具有美國籍）
- 吳弭：現任麻薩諸塞州波士頓市長
- 吳修銘：法律學者，現任白宮國家經濟委員會總統科技與競爭政策特別助理
- 楊安澤：2020年美國總統候選人、非營利組織「為美國創業（英语：Venture for America）」創始人暨執行長、PAGE（英语：Presidential Ambassadors for Global Entrepreneurship）大使、作家[16]、前紐約市達維律師事務所律師
- 葉亞威（英语：Yiaway Yeh）：前加利福尼亞州帕羅奧圖市長
- 楊愛倫：前紐約州聯邦眾議員
- 王桂榮：美國台派運動組織台灣人公共事務會（FAPA）創辦人之一、企業家

### 軍事
- 張立平，美國陸軍少將，前美國中南醫療後備軍區總指揮官。
- 簡傑克，美國海軍上校，首位台裔兼華裔艦長。
- 余靖，美國陸軍上尉，前美國陸軍特種部隊隊員，服役期間曾參與反恐戰爭，敵軍為恐怖份子阿布沙耶夫。

### 學術與教育
- 張遠：病理學家，卡波濟氏肉瘤疱疹病毒（英语：Kaposi's sarcoma-associated herpesvirus）和梅克爾多元癌細胞病毒（英语：Merkel cell polyomavirus）的聯合發現者
- 陳世卿：電腦工程師，曾主導超級電腦“克雷X-MP（英语：Cray X-MP）”設計
- 蔣業明：材料學家，麻省理工學院教授，美國超導體公司（英语：American Superconductor）、A123系統公司（英语：A123 Systems）、桌面金屬公司（英语：Desktop Metal）聯合創始人
- 丘宏義：天體物理學家
- 朱經武：物理學家，台灣綜合大學系統校長、前香港科技大學校長
- 朱棣文，物理學家，1997年諾貝爾物理學獎得主，2009年至2013年擔任美國能源部長
- 金芳蓉：數學家
- 何大一：醫學家，愛滋病雞尾酒療法發明人，1996年時代年度風雲人物
- 許峰雄：計算機科學家，超級電腦“深藍”之父
- 胡正明：電機工程學家，FinFET開發者[17]
- 黃正德：語言學家
- 賴永祥：中文圖書分類法創編者
- 李昌鈺：刑事鑑定學家
- 李文和：核能科學家，於1999年被指控竊取美國核武庫的機密，最後美國政府收回指控
- 李遠哲：化學家，1986年諾貝爾化學獎得主，加州大學柏克萊分校榮譽教授
- 沈正韻：遺傳學家
- 田長霖：物理學家，加州大學柏克萊分校前校長[18]
- 丁肇中：實驗物理學家，1976年諾貝爾物理學獎得主
- 王聲宏：神經學家、作家
- 魏培源，計算機科學家，ViolaWWW開發者
- 翁啟惠，化學家，2014年沃爾夫獎
- 吳明達（英语：Alan Ming-ta Wu）：分子生物學家、免疫學
- 楊陽 (科學家)（英语：Yang Yang (scientist)）：物理學家,專長於太阳能电池.美國加州大學洛杉磯分校教授，第34屆中央研究院院士
- 楊祖佑：工程師，前加州大學聖塔芭芭拉分校校長
- 姚期智：計算機科學家，2000年圖靈獎得主
- 姚鴻澤：數學家
- 葉乃裳：物理學家，專長於超導體

### 體育
- 包喜樂：籃球運動員
- 包提傑：籃球運動員
- 張德培：網球運動員，史上最年輕的大滿貫男單冠軍
- 張嗣漢：籃球運動員
- 陳海翔：擊劍運動員
- 陳楷雯：花式滑冰選手，2017年美國花式滑冰錦標賽（英语：2017 U.S. Figure Skating Championships）冠軍
- 陳堅恩：籃球運動員
- 陳山眉：籃球運動員
- 簡浩：籃球運動員
- 錢肯尼：籃球運動員
- 托拉·哈里斯（英语：Tora Harris）：跳高選手；同時為非洲裔美國人
- 邢延華：桌球運動員，史上最年輕的全美女單冠軍
- 傑瑞·許（英语：Jerry Hsu）：滑板運動員
- 莊吉生：網球運動員，2017年世界大學運動會男子單打金牌
- 高景炎：籃球運動員
- 金德偉：籃球運動員
- 金久慈：網球運動員，2010年溫布頓網球錦標賽、美國網球公開賽女子雙打冠軍
- 龔怡萍：LPGA高爾夫球運動員
- 李慧芝：網球運動員，2002年釜山亞運混雙金牌
- 林書豪：籃球運動員，NBA首位臺裔籃球球員
- 林書緯：籃球運動員，林書豪的弟弟
- 毛加恩：籃球運動員
- 舒之顥：羽球運動員
- 譚凱文：體操運動員，2008年夏季奧林匹克運動會體操比賽團體賽銅牌
- 忻沃克：籃球運動員
- 王安迪：綜合格鬥家
- 王浩平：桌球運動員，2015年北美洲桌球錦標賽（英语：North American Table Tennis Championships）男子單打冠軍
- 柯賓·卡洛爾：棒球運動員
- 史都華·費爾柴德：棒球運動員

### 其他
- 陳辰朗（英语：Richard Chen）：主廚
- 江振誠：米其林星級餐廳主廚
- 漢克·簡：《大金剛系列》前世界紀錄保持人
- 周文偉：2022年南加州教會槍擊案槍手
- 朱亞瑟（英语：Arthur Chu）：《危險邊緣》參賽者
- 黃初娟：美國郵政署大費城地區經理
- 李萬晴（英语：Crystal Lee）：選美皇后，2010年全美華埠小姐，2014年美利堅小姐亞軍
- 駱文（英语：Wayne Lo）：1992年校園槍擊案槍手
- 馬唯中：馬英九女兒
- 馬以南：馬英九大姐
- 馬乃西：馬英九二姐
- 馬冰如：馬英九三姐
- 馬莉君：馬英九小妹
- 蒲艾真：社會活動家，美國「全國家庭傭工聯盟（英语：National Domestic Workers Alliance）」總監、「跨代關懷」（Caring Across Generations）共同總監。2012年時代雜誌將她選入了最具影響力時代百大人物
- 見曇（英语：Jian Tan）：佛教徒，休士頓中台禪寺現任住持
- 王嵐芝（英语：Nancy Wang Yuen）：社會學家